# Realism
『Realism』（リアリズム）は、崎谷健次郎の通算2枚目のオリジナル・アルバム。1988年3月21日に発売された。

## 概要
- 「もう一度夜を止めて」は、シチズン「LIGHT HOUSE」テレビコマーシャルイメージソング。本来は1st.アルバムに収録予定であった。本作ではシングルとは異なるピアノ弾き語りバージョンを収録しているため、requestとクレジットしている[3]。
- プロデュースは、崎谷健次郎。

## 収録曲
1. GO INTO THE TV
作詞・作曲・編曲：崎谷健次郎
2. THIS TIME
作詞・作曲・編曲：崎谷健次郎
3. 7TH AVE.
作詞：有木林子、作曲・編曲：崎谷健次郎
4. WITH
作詞：有木林子、作曲・編曲：崎谷健次郎
5. THE FLESH
作詞：有木林子、作曲・編曲：崎谷健次郎
6. ラベンダーの中で
作詞：有木林子、作曲・編曲：崎谷健次郎、ストリングスアレンジ：倉田信雄
7. 夏の午后
作詞：有木林子、作曲：崎谷健次郎、編曲：崎谷健次郎・鳥山雄司
8. 6月・絵と君と
作詞：有木林子、作曲・編曲：崎谷健次郎
9. 水に眠る
作詞：有木林子、作曲・編曲：崎谷健次郎
10. 不安定な月
作詞：有木林子、作曲：崎谷健次郎、編曲：崎谷健次郎・武部聡志
11. (request)もう一度夜を止めて
作詞：秋元康、作曲：崎谷健次郎、編曲：崎谷健次郎・武部聡志